# Janauaria
Janauaria is een geslacht van schimmels behorend tot de familie Agaricaceae. Het geslacht telt slechts een soort, namelijk: Janauaria amazonica.